# Abdiweli Sheikh Ahmed

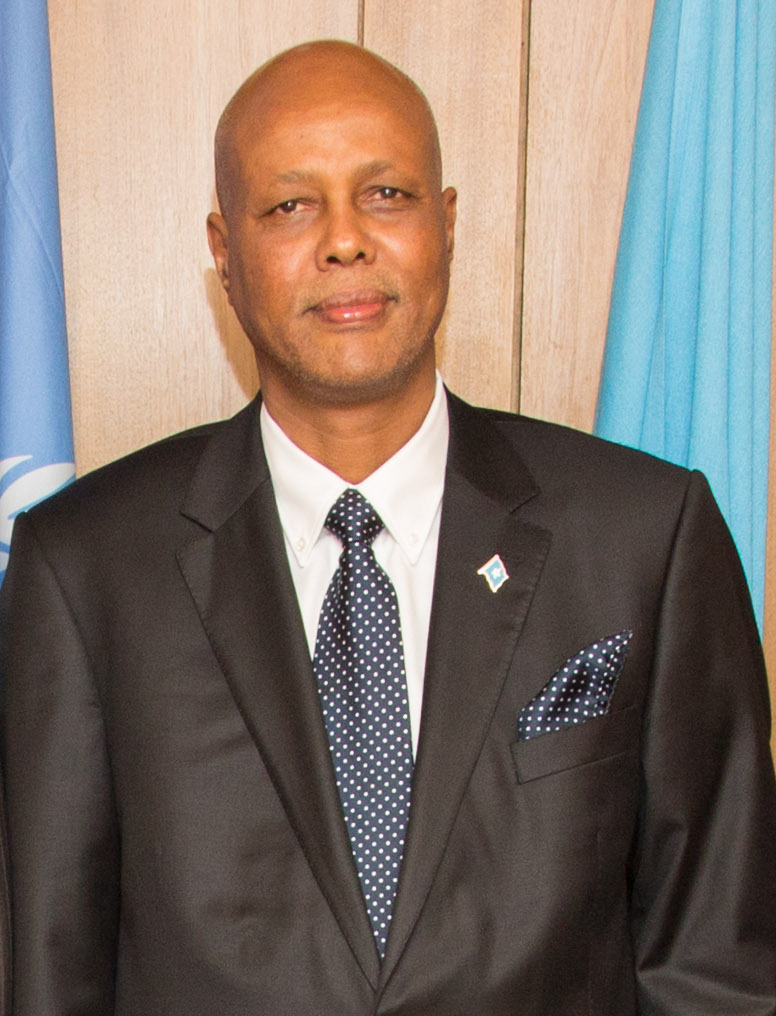
Abdiweli Sheikh Ahmed

Abdiweli Sheikh Ahmed (somalisch Cabdiweli Sheekh Axmed, arabisch عبدالولي الشيخ أحمد), (* 1959 in Baardheere) ist ein somalischer Geschäftsmann, Ökonom und Politiker. Vom 12. Dezember 2013 bis zum 6. Dezember 2014 war er Premierminister von Somalia.